# Kuća užasa (strip)
Kuća užasa je sveska strip serijala Zagor objavljena u Srbiji u #31 obnovljene edicije Zlatne serije koju je pokrenuo Veseli četvrtak. Sveska je izašla 29. jula 2021. god. i koštala 350 dinara (3,45 $; 2,96 €). U prodavnicama štampe pojavila se već 27. jula 2021. Cela sveske je imala 166 strana. Epizoda Kuća užasa je imala 132 strane. Na kraju sveske nalazila se kratka epizoda Zagora pod nazivom Zov divljine (str. 139-164) 

## Prvo objavljivanje u Srbiji i SFRJ
Ova epizoda je premijerno u Srbiji objavljena u Zlatnoj seriji #21 koja je izašla 21. februara 1969. Međutim, u svesci je nedostajalo prvih 20 stranica. (Epizoda počinje tučom u salunu.) Takođe, na naslovnoj stranici izbrisana je ženska osoba koja stoji naspram Zagora.
Ovo je treća epizoda Zagora ikada objavljena u Srbiji, tj. bivšoj Jugoslaviji. Prva je bila ZS-13 Nasilje u Darkvudu, a druga ZS-17 Klark Siti (iako se na naslovnoj stranici Klark Sitija nalazio Teks Viler.). Ovo je jedna od najtraženijih epizoda Zagora - primerci koji su dobro očuvani često se prodaju za 800-1000 evra.

## Reprize epizode u Srbiji i Hrvatskoj
Strip razonode je 20. januara 1995. reprizirao ovu epizodu, ali takođe bez prvih 20 strana i sa redigovanom naslovnom stranicom. Epizoda je reprizirana u ovkiru niskotiražne Biblioteke Zagor u #12 koja je objavljena 18. juna 2010. u izdanju Veselog četvrtka.. U Hrvatskoj je ova epizoda prvi put reprizirana u okviru edicije Tutto Zagor #71 pod nazivom Kuća strave.

## Originalna epizoda
Epizoda je premijerno objavljena u tri separatne sveske #32-34 u Italiji u izdanju Bonelija u periodu februar-aprila 1968. godine. Sveske su nosile naslov #32 Il fuggiasco (od strane 80), #33 La casa del terrore i #34 Gli sciscalli della foresta 

## Kratak sadržaj
Zagor i Čiko stižu u Fort Lafejet gde sreću starog prijatelja pukovnika Fostera. On im priča da iz njegovog utvrđenja zarobljenici beže pod čudnim okolnostima. Nešto kasnije Zagor i Čiko se spuštaju do Lafejeta, malog mesta u blizini utvrđenja. U krčmi sreću Bata Batertona koji im priča da ga je unajmio Alan Stanford. Stanforda je pak pozvao stric koji živi u kući staroj 100 godina za koju meštani veruju da je ukleta. Kada krčmar čuje da je Alan naslednik vlasnika kuće, krčmar poziva goste da linčuju Alana. Zagor ga oslobađa i svi zajedno beže prema kući koja se nalazi na Vind Klifu (Vetrovita litica).
U kući ih dočekuje stričev kućipazitelj Dejvid koji ih obaveštava da je stric Stanford preminuo pre nekoliko dana. Njegova smrt poklopila se sa pojavom Prisile Stanford, koja je umrla još ranije. Kada svi pođu na spavanje, Zagor ustaje u sred noći, jer čuje korake po kući a potom i muziku iz 17. veka iz spineta. Uskoro mu se pridružuju i ostali. U polumraku, svima se učinilo da u hodniku vide Prisli kako nepomično stoji. Zagor se baca da je uhvati, ali Prisila nestaje. Kasnije Alan i Zagor vide njen lik kroz prozpor na spratu, ali i tu brzo nestaje nakon što je Zagor gađa sekirom. Sutradan ujutru Zagor odlučuje da ostane još nekoliko dana u kući kako bi ispitao ove događaje.
Nakon kraće istrage Zagor saznaje da Alanov stric uopšte nije sahranjen u porodičnoj grobnici. Zagor istražuje dalje i otkriva bandu razbojnika predvodi porodica koja je okupirala kuću i pokušava da otera sve naslednike priređujući noćni performans u kome ćerka Marta glumi duha Prisile Stanford. Kuća im je važna jer podzemni prolaz vodi pravo do utvrđenja Lafejet iz kojeg porodica spašava zarobljenike u zamenu za oplkjačkani novac.

## Prethodna i naredna sveska
Prethodna sveska ZS sadržala je epizodu Dedvud Dika pod nazivom Vetar smrti (#30), dok je naredna sadržala epizodu Marti Misterije pod nazivom Panova frula (#32).

## Nastavak epizode
Nastavak epizode je objavljen u izdanju Veselog četvrtka 5. avgusta 2021. pod nazivom Povratak u kuću užasa kao Zagor Specijal #33.
- Korice C. ZS-31, Autor: Miodrag Ivanović Mikica, 2021.
- Korice B. ZS-31, Autor: Goran Gligović, 2021.